# That's What I Like
That's What I Like es una canción grabada por el cantante Norteamericano Bruno Mars tomada de su tercer álbum de estudio 24K Magic. La canción fue lanzada como el segundo sencillo oficial del disco el 30 de enero de 2017 por Atlantic Records. Esta canción por el momento es la más exitosa de su álbum de estudio 24K Magic, superando su anterior sencillo al llegar al #1 en el Billboard Hot 100.

## Lanzamiento y producción
All Access reveló por primera vez que la canción sería enviada a las 40 estaciones de radio más populares a finales de enero. El sencillo fue enviado el 30 de enero de 2017, a las estaciones de radio de Hot AC en los Estados Unidos por Atlantic Records. Un día después, impactó las estaciones americanas de Hits contemporáneos de la radio y la rítmica contemporánea, a través de la misma etiqueta. El 20 de abril de 2017, cuatro remezclas diferentes estuvieron disponibles en todo el mundo.
That's What I Like fue coescrita por Bruno Mars, Philip Lawrence, Christopher Brody Brown, Johnathan Yip, Ray Romulus, Jeremy Reeves y RayMcCullough II. Su producción fue manejada por los tres primeros junto con la coproducción de los últimos cuatro. Eric "E-Panda" Hernández tocó los tambores en vivo, mientras que Mars, Fauntleroy y Lawrence sirvieron como vocalistas de fondo de la grabación. La grabación fue hecha y diseñada por Charles Moniz con la ayuda adicional de la ingeniería de Jacob Dennis en los estudios del lugar de Glenwood en Burbank, California. Fue mezclado en los estudios de MixStar en Virginia Beach por Serban Ghenea, con John Hanes que fue ingeniero de mezcla.

## Rendimiento comercial
La canción debutó en el puesto #79 del Billboard Hot 100  en la semana de emisión del 10 de diciembre de 2016. 
En su decimocuarta semana, Mars decidió subir varios remix de la canción tanto en iTunes como subiendo los audios a su canal de Youtube, ayudando mucho a que las ventas de la canción subieran. 
En su decimoquinta semana, subió al primer lugar, encabezando la cima de la lista y además, convirtiéndose en el séptimo número uno de Bruno en el Hot 100. El 8 de mayo de 2017, se ha vendido más de un millón de copias en el país. 
A medida que la canción alcanzó el primer lugar de Pop Songs, Bruno Mars empató con Justin Timberlake por su mayoría de canciones número uno con él, entre los solistas masculinos.

## Vídeo musical
El video musical de "That's What I Like" se estrenó el 1 de marzo de 2017. El video de "That's What I Like" fue dirigido por Mars Y Jonathan Lia.
Los efectos del video también estaban disponibles en Facebook para que los usuarios lo intentaran. Meses después Mars subió varios remix de la canción, al igual que un nuevo vídeo de la canción que sigue siendo casi el mismo vídeo, pero esta vez tiene de fondo a muchos fanes bailando al ritmo de la canción.

## Presentaciones en vivo
Mars canto "That's What I Like" durante la 59° entrega de los Grammy's Awards.  El también presentó el sencillo en la entrega de los Brit Awards del 2017. La canción la interpretó también en un medley de "Treasure" en los iHeartRadio Music Awards del mismo año también.

## Lista de canciones
| Descarga Digital – Alan Walker Remix |                                          |          |  |
| N.º                                  | Título                                   | Duración |  |
| 1.                                   | «That's What I Like» (Alan Walker Remix) | 3:14     |  |

| Descarga Digital – Gucci Mane Remix |                                                      |          |  |
| N.º                                 | Título                                               | Duración |  |
| 1.                                  | «That's What I Like» (Remix) (featuring Gucci Mane)) | 3:54     |  |

| Descarga Digital – PartyNextDoor Remix |                                            |          |  |
| N.º                                    | Título                                     | Duración |  |
| 1.                                     | «That's What I Like» (PartyNextDoor Remix) | 3:26     |  |

| Descarga Digital – BLVK JVCK Remix |                                        |          |  |
| N.º                                | Título                                 | Duración |  |
| 1.                                 | «That's What I Like» (BLVK JVCK Remix) | 3:45     |  |

## Semanales
| Alemania        | Official German Charts  | 51 |
| Australia       | ARIA Top 100 Singles    | 5  |
| Austria         | Ö3 Austria Top 40       | 56 |
| Bélgica (Fl)    | Ultratip                | 3  |
| Bélgica (W)     | Ultratip                | 12 |
| Brasil          | Brasil Hot 100 Airplay  | 4  |
| Canadá          | Canadian Hot 100        | 3  |
| Colombia        | Los 40 Principales      | 1  |
| Corea del Sur   | International Chart     | 11 |
| Dinamarca       | Tracklisten             | 18 |
| Escocia         | Scottish Singles Chart  | 5  |
| Eslovaquia      | Singles Digital Top 100 | 29 |
| Eslovenia       | SloTop50                | 21 |
| España          | PROMUSICAE              | 34 |
| Estados Unidos  | Billboard Hot 100       | 1  |
| Estados Unidos  | Adult Contemporary      | 23 |
| Estados Unidos  | Hot R&B/Hip-Hop Songs   | 1  |
| Estados Unidos  | Dance Club Songs        | 2  |
| Estados Unidos  | Pop Songs               | 5  |
| Estados Unidos  | Adult Pop Songs         | 3  |
| Estados Unidos  | Rhythmic Songs          | 1  |
| Estados Unidos  | Dance/Mix Show Airplay  | 42 |
| Finlandia       | Finland Digital Songs   | 3  |
| Francia         | SNEP                    | 50 |
| Hungría         | Single Top 40           | 13 |
| Irlanda         | IRMA                    | 22 |
| Israel          | Media Forest TV Airplay | 1  |
| Italia          | FIMI                    | 36 |
| Japón           | Japan Hot 100           | 55 |
| Líbano          | English Chart           | 3  |
| México          | México Airplay          | 1  |
| Noruega         | VG-lista                | 40 |
| Nueva Zelanda   | NZ Top 40 Singles Chart | 4  |
| Países Bajos    | Dutch Top 40            | 28 |
| Polonia         | Polish Airplay Top 100  | 40 |
| Reino Unido     | UK Singles Chart        | 12 |
| República Checa | Singles Digitál Top 100 | 16 |
| Suecia          | Sverigetopplistan       | 51 |
| Suiza           | Schweizer Hitparade     | 39 |